# بالشمع الأحمر (مسلسل)
بالشمع الأحمر مسلسل مصري من إخراج سمير سيف، وبطولة يسرا، هشام عبد الحميد، سامي العدل، شيرين ومحمد إمام، عرض أول حلقة من المسلسل في 11 أغسطس 2010.

## قصة المسلسل
تدور أحداث المسلسل حول «فاطمة» الطبيبة الشرعية التي تحيا حياة هادئة، وتساعد الأجهزة الأمنية في بعض القضايا لكشف عدد من الحقائق. تساعد «فاطمة» أحد الضباط لكشف لغز جريمة كبيرة مما يوقعها في العديد من المشاكل مع مرتكبيها.

## فريق العمل
- يسرا: د.فاطمة
- محمد إمام: معتز
- رشا مهدي: شروق
- سلوى محمد علي: أخت عادل
- ميرال: د.نشوى
- منة جلال: عبير
- هشام عبد الحميد
- سامي العدل
- شيرين
- هادي الجيار
- ناصر سيف
- هبة كامل
- إيمي سمير غانم
- حسن العدل
- أشرف مصيلحي
- مراد فكري صادق: كرم
- أشرف صالح: قاتل
- تغريد فهمي
- إنجي شرف: لبنى مسعود
- أحمد جمال سعيد
- عصام الشويخ
- محمد سامي غنيم
- طارق مندور
- أحمد ايهاب
- أحمد بنات
- رانيا بنات
- مجدي فكري
- سناء شافع
- أحمد هاني
- أحمد كامل
- محمد شكري
- سيد جبر
- نادر علاء
- هانى سيف
- إنجي أبو زيد
- حمدي ندا
- شاهيناز القماش
- حنفي مبارز
- أحمد الباشا
- باسم محفوظ
- سحر الصقلي
- تامر القاضي
- تحية شريف
- نهاد العادلي
- منى عطية
- أشرف عز الدين
- عبد السلام الدهشان
- أحمد عبد الخالق
- خالد فهمي
- يحيى زكريا
- ادهم ياسين
- كمال الألفي
- إبراهيم السمان
- هاني إبراهيم
- ربيع الصغير
- عبد السلام عبدالعزيز
- فريد النقراشي
- جلال العشري
- جميلة عزيز
- رشا فؤاد
- ماجدة منير
- أدهم سعد
- مجدي فوزي
- كارم أباظة
- أحمد سمير
- حازم فؤاد
- بدوي فهمي
- أحمد صالح
- جورج نصحي
- سيد عيد
- كريم الدمنهوري
- محمد قشطة
- مدحت نصار
- أحمد عبد الحي
- عطا الغمراوي
- أسامة فوزي
- مجدي شاكر
- عبد اللطيف الطحاوي
- عبد الرؤوف الجندي
- محمود الباز
- إسلام فهمي
- أحمد همام
- أشرف خاطر
- حاتم قورة
- عصام الغنام
- سيد مصطفى
- ليلى عز العرب
- سليم هاني: سليم الترك.[2]

## روابط خارجية
بالشمع الأحمر على موقع قاعدة بيانات الأفلام العربية